# Olgierd Szerląg
Olgierd Szerląg (właśc. Karol Olgierd Ksawery Szerląg, ur. 16 sierpnia 1920 w Pilźnie, zm. 8 stycznia 1996 w Kołobrzegu) – polski artysta plastyk, malarz pejzażysta, twórca monumentalnych mozaik, projektant mebli, wystrojów wnętrz, neonów, odznak. W latach 1967–1971 członek Kołobrzeskiej Grupy Poetycko-Plastycznej „Reda”. Od 1945 członek Związku Artystów Plastyków.

## Życiorys

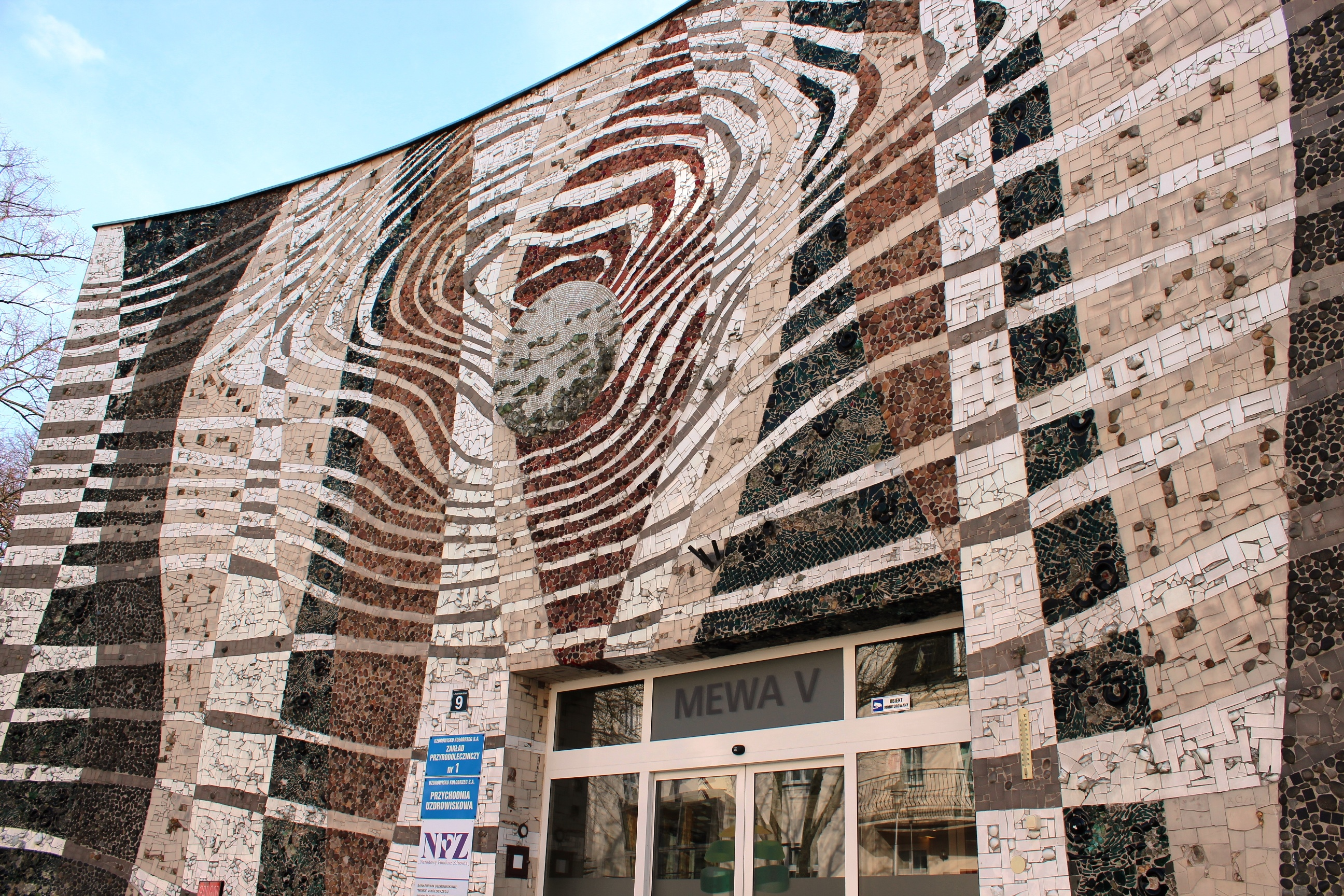
Mozaika na wejściu do Zakładu Przyrodoleczniczego nr 1 w Kołobrzegu

Olgierd Szerląg urodził się 16 sierpnia 1920 w Pilźnie, w rodzinie o artystycznych tradycjach. Był wnukiem Włodzimierza Łuskiny, malarza, ucznia Jana Matejki. Ukończył Gimnazjum Ojców Pijarów w Krakowie, a po II wojnie światowej – Wolną Szkołę Malarstwa i Rysunku w Lublinie. Wczesne lata powojenne artysta spędził w Nawojowej, gdzie pracował w szkole rolniczej jako administrator. Po zachorowaniu na gruźlicę wyjechał na leczenie do Zakopanego, gdzie mieszkał do 1960. Od 1945 był członkiem Związku Polskich Artystów Plastyków. W 1960 przeprowadził się do Kołobrzegu, który stał się jego miastem rodzinnym i gdzie pozostawił po sobie wiele prac w przestrzeni publicznej. Był mężem artystki malarki Mirosławy Zimnickiej-Szerląg. Zmarł po długiej chorobie 8 stycznia 1996 w Kołobrzegu. Został pochowany w Poznaniu na cmentarzu Junikowo.

## Twórczość

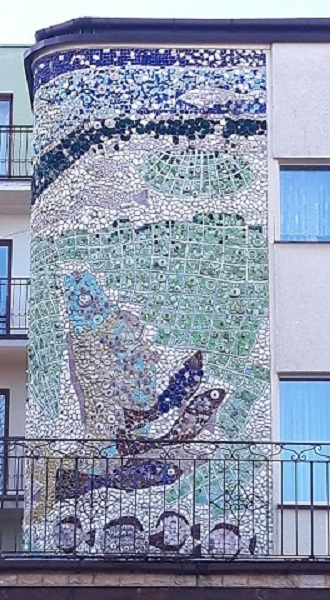
Mozaika, która do 2020 zdobiła Dom Rybaka w Kołobrzegu

Olgierd Szerląg był wszechstronnym artystą plastykiem. Uprawiał malarstwo sztalugowe – był pejzażystą. Tworzył monumentalne mozaiki, realizowane na elewacjach budynków, a także we wnętrzach, których wystrój projektował w całości. Był również projektantem mebli dla Słupskich Fabryk Mebli, projektantem neonów i odznak pamiątkowych.
- Pejzaże – obrazy znajdują się w Muzeum Okręgowym w Koszalinie, Muzeum Oręża Polskiego w Kołobrzegu, a także w wielu instytucjach: państwowych (np. w Ministerstwie Kultury i Sztuki), samorządowych (np. USC w Kołobrzegu) oraz w kolekcjach prywatnych w kraju i za granicą (USA, Kanada, Szwecja, Anglia, Dania, Niemcy, były ZSRR, Australia).
- Mozaiki (projekt i wykonanie) – WDW Kopalni Węgla Brunatnego „Turów” (obecnie hotel Verano), ul. Słowackiego 8, Kołobrzeg; „Dom Rybaka” (budynek wyburzony wraz z mozaiką w roku 2020[5]), ul. Wylotowa 7, Kołobrzeg; Dom Pracy Twórczej Politechniki Poznańskiej, ul. Obrońców Westerplatte 38 w Kołobrzegu; D.W. Kopalni Węgla Rydułtowy (obecnie OW GWAREK); ul. Wolności 5, Ustronie Morskie; dom prywatny przy ul. Bulwar Zacisze, Kołobrzeg; dom prywatny przy ul. Różanej 12, Kołobrzeg.
- Mozaiki (kierownik zespołu realizacji) – Zakład przyrodoleczniczy (obecnie DW Mewa V), ul. Rafińskiego 9, Kołobrzeg; DW NBP, ul. Wyzwolenia 17, Dźwirzyno; DW GÓRNIK, ul. T. Kościuszki 3, Kołobrzeg; DW Zakładów Chemicznych CHEMIK (obecnie sanatorium PHOENIX), ul. Słowackiego 1, Kołobrzeg; Garnizonowy Klub Oficerski (obecnie Klub Wojskowy), ul. Łopuskiego 2, Kołobrzeg; kasyno garnizonowe (obecnie kościół rzymskokatolicki pw. św. Marcina – mozaika została zniszczona po odzyskaniu budynku przez Kościół katolicki), ul. Portowa 20, Kołobrzeg.
- Projekty architektury wnętrz – D.W. „Elpor” Mysłowice w Dźwirzynie, D.W. Kopalni Węgla Brunatnego „Turów” w Kołobrzegu, D.W. Narodowego Banku Polskiego w Dźwirzynie, Biurowiec Zakładów Chemicznych w Oświęcimiu (układy marmurów), restauracja „Barka” w Kołobrzegu, Dom Rybaka w Kołobrzegu, D.W. Kopalni Rydułtowy w Ustroniu Morskim, D.W. „Chemik” w Kołobrzegu (układ marmurów), Dom Pracy Twórczej Politechniki Poznańskiej w Kołobrzegu, Dom Towarowy w Świdwinie, Garnizonowy Klub Oficerski i kino „Piast” w Kołobrzegu, wnętrza jachtu Polskiego Związku Wędkarskiego w Kołobrzegu.
- Projekt kontusza metaloplastycznego na wieży ciśnień w Kołobrzegu.
- Projekty neonów: Kołobrzeg: Bank Spółdzielczy, Przedsiębiorstwo „Ruch”, WSS „Społem”, D.W. „Turów”, P.Z.G.S.

## Wystawy

### Wystawy indywidualne
- 1956–57 – Klub Z.P.A.P, Zakopane
- 1977 – Mała Galeria, Kołobrzeg
- 1979 – Galeria „U”, Koszalin
- 1979 – Biuro Wystaw Artystycznych, Koszalin
- 1980 – Dania – jubileuszowa wystawa Gladsaxe
- 1980 – Neubrandenburg, Niemcy – Galerie im. Friedlander Tor
- 1983 – Kołobrzeg – jubileuszowa wystawa 40-lecia pracy twórczej
- 1983–84 – Kołobrzeg
- 1997 – Kołobrzeg Wystawa Pośmiertna – Olgierd Szerląg – malarstwo

### Wystawy zbiorowe
- 1945 – Nowy Sącz
- 1949 – Zakopane – Sport w sztuce
- 1954–55 – Zakopane – Pejzaż tatrzański
- 1955 – Zakopane – Ludzie i życie Podhala
- 1958 – Moskwa – Młode malarstwo
- 1962 – Kołobrzeg – I Wystawa Malarstwa i Grafiki
- 1963 – Wrocław – Wystawa Ziem Nadodrzańskich
- 1963–64 – Kołobrzeg – II Wystawa Malarstwa i Grafiki
- 1968 – Kołobrzeg – III Wystawa Malarstwa i Grafiki
- 1970 – Kołobrzeg – IV Wystawa Malarstwa i Grafiki
- 1971 – Neubrandenburg – wystawa malarstwa i grafiki
- 1972–74 – Ueckermunde, Penzlau, Pasewalk – wystawa malarstwa i grafiki
- 1975 – Kołobrzeg – V Wystawa Malarstwa i Grafiki
- 1976 – Berlin – wystawa malarstwa i grafiki
- 1979 – Kołobrzeg – VII Wystawa Malarstwa i Grafiki
- 1991 – Kołobrzeg – wystawa malarstwa i grafiki
- 1992 – Kołobrzeg – wystawa malarstwa i grafiki
- 1993 – Kołobrzeg – wystawa malarstwa i grafiki
- 1994 – Kołobrzeg – wystawa malarstwa i grafiki
- 1995 – Kołobrzeg – wystawa malarstwa i grafiki
- 1995 – Koszalin–Słupsk – wystawa z okazji 40-lecia Z.P.A.P w Koszalinie
- 1996 – Kołobrzeg – wystawa malarstwa i grafiki
- 2002 – Kołobrzeg – Wystawa In Memoriam

## Odznaczenia i wyróżnienia
Lista nagród i odznaczeń przyznanych artyście:
- II nagroda na wystawie LOK Lwów za samolot własnej konstrukcji (1938)
- I nagroda w Ogólnopolskim Konkursie Grafiki i Medalierstwa na znaczek Memoriału Bronisława Czecha i Heleny Marusarzówny (1956)
- Odznaka Honorowa „Za zasługi dla województwa koszalińskiego”.
- Odznaka „Zasłużony Działacz Kultury”
- Medal Honorowy „Twórcom i mecenasom kultury”
- Złota odznaka Zarządu Związku Polskich Artystów Plastyków
- Krzyż Kawalerski Orderu Odrodzenia Polski